# Invalidità (diritto amministrativo)
L'invalidità dell'atto amministrativo, nel diritto italiano, si ha quando l'atto è contrario alle norme che lo disciplinano.

## Invalidità
La difformità dell'atto rispetto a norme espresse dall'ordinamento giuridico determina l'illegittimità dell'atto; la difformità dell'atto rispetto ai principi espressi dall'art. 97 della costituzione determina invece l'inopportunità dell'atto.
La legittimità attiene alla rispondenza dell'atto alle norme giuridiche che disciplinano l'esercizio del potere, senza alcuna considerazione dei risultati conseguiti.
L'opportunità, che si contrappone al concetto di legittimità, esprime la conformità della scelta discrezionale alle regole non giuridiche di buona amministrazione, intese ad assicurare l'efficienza e l'economicità dell'azione della pubblica amministrazione, nonché il perseguimento dell'interesse pubblico.
L'atto illegittimo può essere viziato in modo più o meno grave, dando luogo a due categorie di invalidità degli atti amministrativi; gli atti nulli e gli atti annullabili.
Per parte della dottrina esiste una terza categoria di invalidità degli atti amministrativi: quella degli atti amministrativi inesistenti.
L'invalidità può essere totale o parziale.
Per regola, l'invalidità di singoli elementi essenziali dell'atto produce l'invalidità dello stesso nella sua interezza (caso diverso, invece, è l'invalidità di uno o più elementi accidentali). A questo punto va tenuto presente la distinzione tra provvedimenti scindibili e quelli inscindibili.

## Nullità dell'atto amministrativo
L'atto amministrativo nullo è:
- inesistente;
- inefficace;
- insanabile.

### L'annullabilità dell'atto amministrativo
L'atto amministrativo annullabile è:
- esistente;
- efficace;
- sanabile.

## Rimedi
I rimedi contro l'atto amministrativo invalido possono essere richiesti dal privato interessato dall'atto o dalla stessa pubblica amministrazione.
Il terzo leso nei suoi diritti o nel suo interesse legittimo può attuare:
- un ricorso al giudice amministrativo;
- un ricorso alla stessa pubblica amministrazione.

Da parte sua la pubblica amministrazione, autonomamente o su istanza del terzo interessato, può decidere di produrre un successivo atto amministrativo che agisca sull'atto viziato per:
- annullare l'atto;
- revocare l'atto;
- abrogare l'atto;
- pronunciare la decadenza dell'atto;
- ritirare l'atto.

Tutte queste azioni sono tese a far perdere d'efficacia l'atto viziato, ma questa non è l'unica possibilità rispetto ad un atto invalido; infatti questo può anche essere: 
- sanato, tramite: 
  - Convalida;
  - Ratifica
- conservato, tramite: 
  - acquiescenza;